# استان اوبرخانغای
استان اوبرخانغای یا اوورخانغای (به زبان مغولی: Өвөрхангай аймаг، [Övörxangaj ajmag]؛ ᠥᠪᠦᠷ ᠬᠠᠩᠭ᠋ᠠᠢ ᠠᠶᠢᠮᠠᠭ، [öbür qaŋɣai ayimaɣ]) یک استان در کشور مغولستان است.

## خصوصیات
استان اوورخانغای ۶۲٬۸۹۵٫۳۳ کیلومترمربع مساحت و ۱۱۷٬۰۸۹ نفر جمعیت دارد.